# George Rogers Clark National Historical Park
Le George Rogers Clark National Historical Park est un parc historique national situé dans la ville de Vincennes, dans l'Indiana aux États-Unis. Plus précisément, le parc est situé sur les rives de la rivière Wabash sur ce que l'on croit être le site du Fort Sackville (Fort Vincennes). Un mémorial y a été construit sur l'autorisation du président Calvin Coolidge et a été inauguré par le président Franklin Delano Roosevelt en 1936.
Lors d'une campagne militaire, le lieutenant-colonel George Rogers Clark, frère aîné de William Clark, et ses pionniers ont capturé le Fort Sackville et le lieutenant-gouverneur britannique Henry Hamilton le 25 février 1779. La marche héroïque des hommes de Clark de Kaskaskia sur le fleuve Mississippi à la mi-hiver et la victoire qui suivit sur les Britanniques demeurent l'un des grands exploits de la Révolution américaine.
En 1966, l'État de l'Indiana a transféré la charge du site au National Park Service.

## Galerie

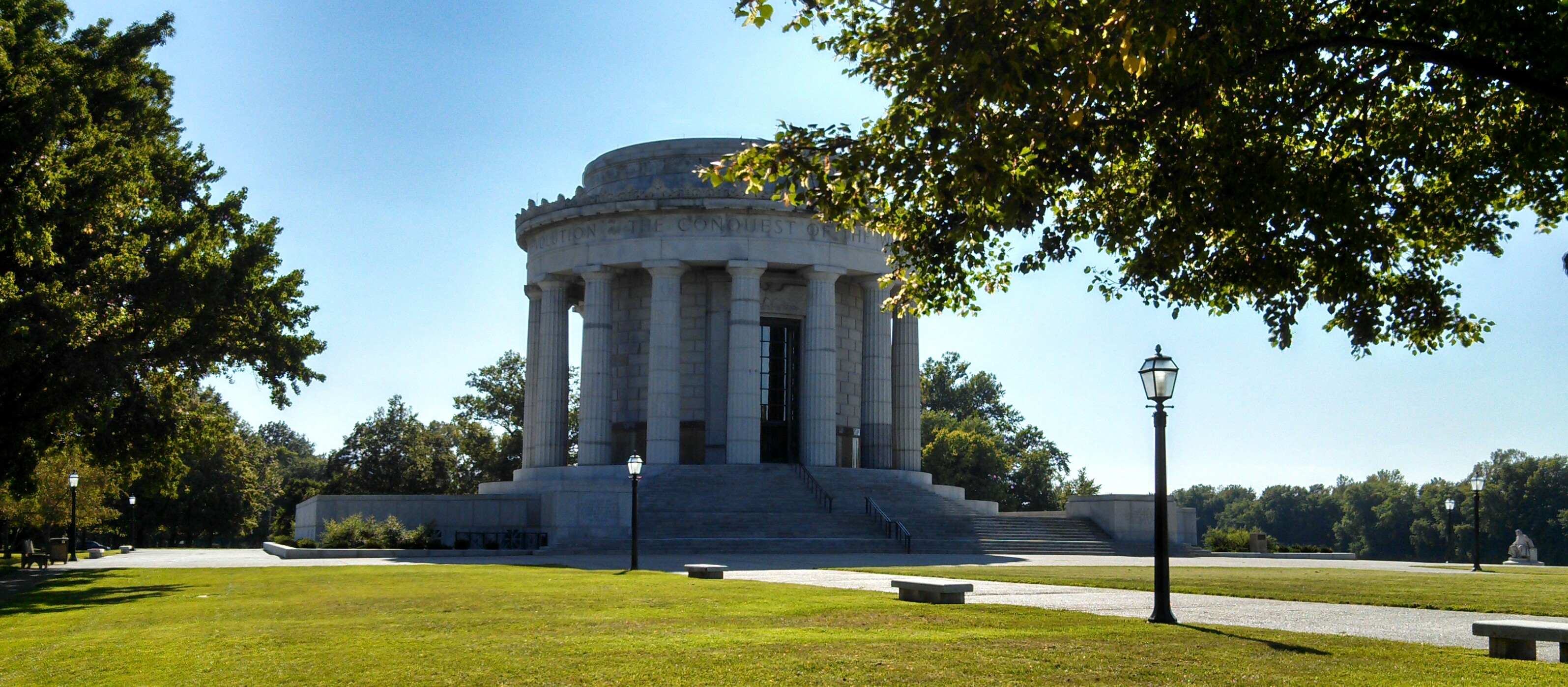
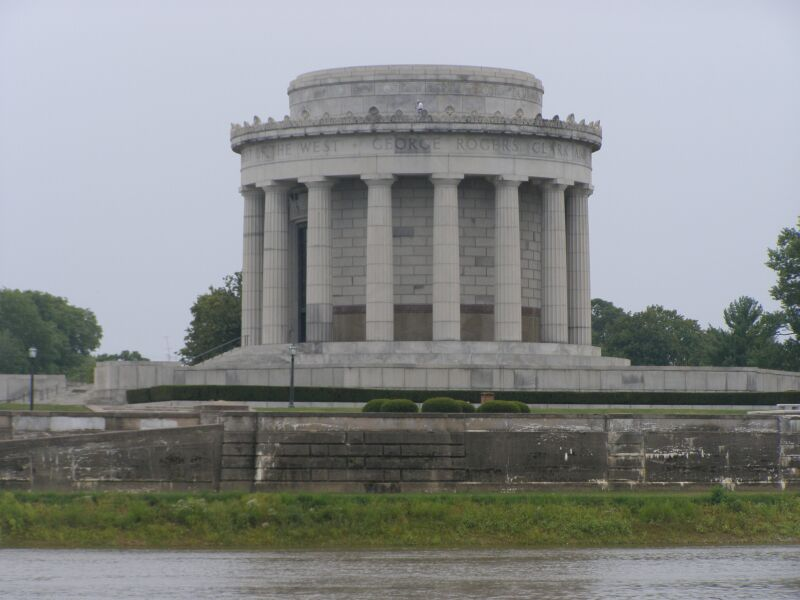
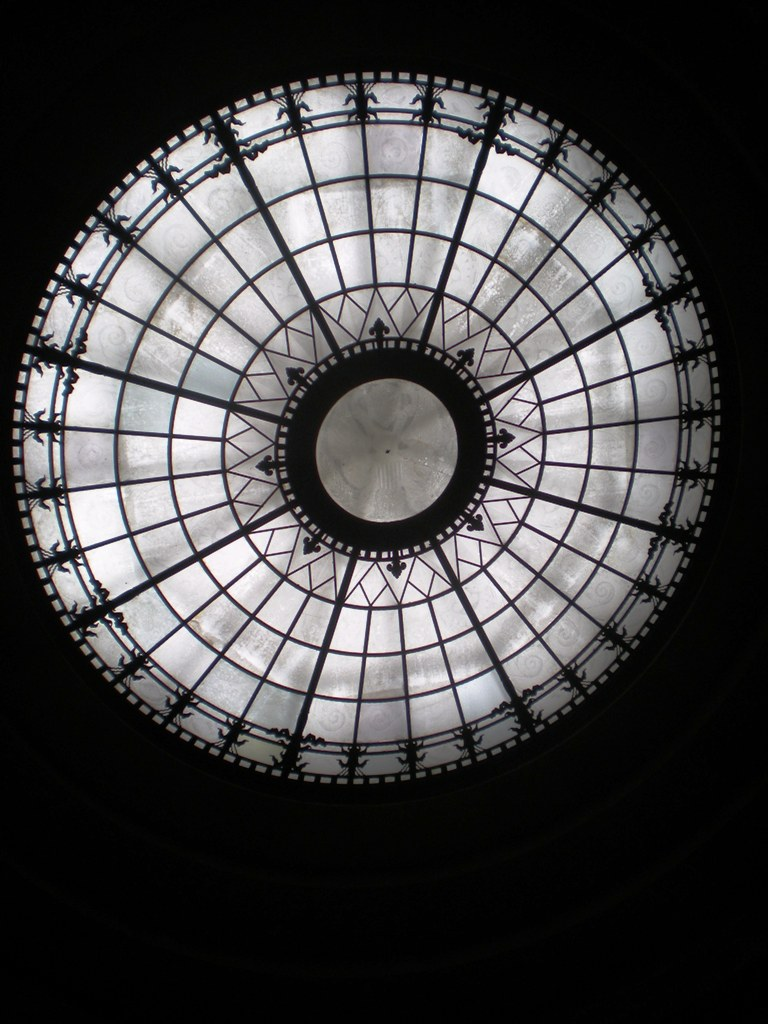
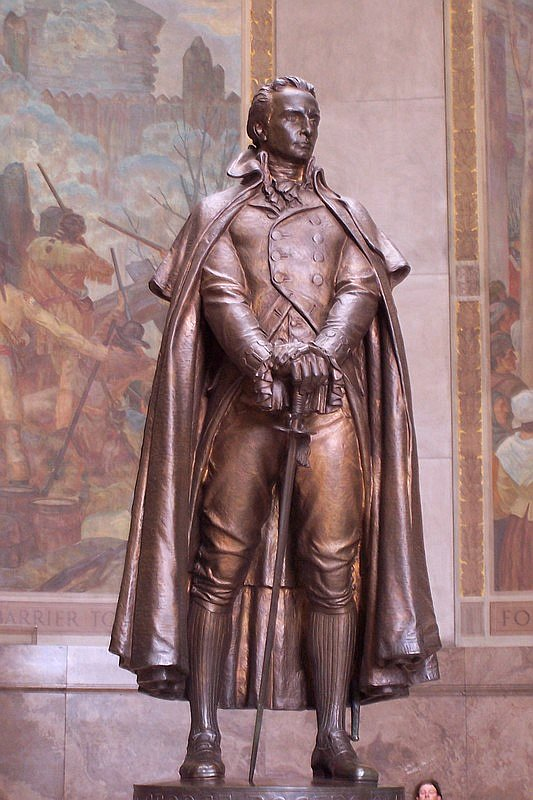